# رابرت بریجمن، دومین ویسکونت بریجمن
رابرت بریجمن، دومین ویسکونت بریجمن (انگلیسی: Robert Bridgeman, 2nd Viscount Bridgeman; ۱ آوریل ۱۸۹۶ – ۱۷ نوامبر ۱۹۸۲) نظامی و سیاست‌مدار اهل بریتانیا بود. وی همچنین برندهٔ جوایزی همچون صلیب نظامی شده‌است.